# فرودگاه صحرایی هایرم کیور
فرودگاه صحرایی هایرم کیور (به انگلیسی: Hiram Cure Airfield) یک فرودگاه همگانی بهره‌برداری هوایی است که یک باند فرود چمن دارد و طول باند آن ۷۰۵ متر است. این فرودگاه در کشور ایالات متحده آمریکا قرار دارد و در ارتفاع ۲۶۰ متری از سطح دریا واقع شده‌است.